# Myth (Computerspiel)
Myth ist ein Textadventure mit Grafiken von Magnetic Scrolls. Es wurde 1989 für diverse Heimcomputer veröffentlicht und ist das vorletzte Spiel, das das Londoner Unternehmen kreierte.

## Handlung
Myth versetzt den Spieler in die Mythenwelt der griechischen Götter. Göttervater Zeus fordert den Olymp auf, ohne die Zuhilfenahme göttlicher Fähigkeiten Heldentaten zu vollbringen, um die Menschheit zu beeindrucken und das Christentum zurückzudrängen. Der Spieler repräsentiert Poseidon, den Gott des Meeres und Zeus’ Bruder, der als Erster in die Welt der Menschen ausgeschickt wird. Er erhält den Auftrag, die Hadeskappe aus dem Hades zu stehlen.

## Spielprinzip und Technik
Myth ist ein Textadventure, das heißt, Umgebung und Geschehnisse werden als Bildschirmtext aus- und die Handlungen des Spielers ebenfalls als Text über die Tastatur eingegeben. In fast allen Versionen werden die Szenerie illustrierende Standbilder angezeigt; lediglich die Spectrum-+3-Version muss wegen des begrenzten Speichers ohne jede grafische Untermalung auskommen. Versionen mit Mausunterstützung enthalten am oberen Bildschirmrand Pull-Down-Menüs für die technischen Spieleinstellungen. Die Amiga-Version nutzt die eingebaute Sprachausgabe, um optional die Bildschirmtexte als Sprache auszugeben.

## Produktionsnotizen
Lead Designer des Spiels war Paul Findley, der bei Myth auch die Programmierung übernahm und für den Nachfolger Wonderland verantwortlich zeichnete. Die Grafiken wurden vom hauseigenen Grafikteam, bestehend aus Geoff Quilley, Tristan Humphries und Chris Kent, erstellt. Die 16-bit-Versionen enthielten eine Titelmelodie, die von Michael Powell komponiert worden war.
Myth gelangte nie in den freien Handel, sondern wurde ausschließlich für die Mitglieder von Official Secrets produziert, einem britischen Club für Adventurespiele. Die Datenträger des Spiels wurden durch den Namen und die Mitgliedsnummer des Mitglieds personalisiert und mit einem Code versehen, der im Spiel referenziert wurde. Der Club war durch Tony Rainbird gegründet worden, der auch Gründer und Geschäftsführer des Magnetic-Scrolls-Publishers Rainbird Software sowie zuvor Finanzberater von Magnetic Scrolls war.
Bedingt durch den ungewöhnlichen Vertriebsweg ist Myth signifikant kleiner als andere Magnetic-Scrolls-Spiele. Es enthält ca. 30 erkundbare Lokalitäten und nur vier Standbilder.

## Rezeption
Das britische Zzap-Magazin lobte Schreibstil, Grafik und Parser des Spiels, merkte aber an, dass es für erfahrene Spieler recht einfach zu lösen sei. Your Amiga befand, das Spiel sei „mäßig interessant und total unauffällig“, und kritisierte die mangelnde Ausnutzung der Grafikfähigkeiten des Amigas. Das deutsche ASM-Magazin lobte Story, Atmosphäre und die „stilistisch hervorragenden, witzigen Texte“, kritisierte aber „grobe und klotzige“ Grafiken sowie den Parser.